# Moviment Nacional de la Resistència de l'Iran
Moviment Nacional de la Resistència de l'Iran (National Movement of the Iranian Resistence, NAMIR) fou una organització supra partidària fundada per l'antic president de l'Iran Shapur Bakhtiar, per lluitar contra el règim dels ayatollas de l'Iran i establir la democràcia. Bakhtiar fou ministre amb el progressista primer ministre del xa, Mohammed Mossadeq (o Mossadigh).
Bakhtiar fou assassinat l'agost del 1991 i després de la seva mort l'organització no ha tingut gaire activitat. Els monàrquics en formen part.

## Bandera
Utilitzen l'antiga bandera monàrquica amb el lleó amb espasa i sol al centre.